# Fatima Bhutto
Pour les articles homonymes, voir Famille Bhutto.
Fatima Murtaza Bhutto (ourdou : فاطمہ مُرتضیٰ بھُٹّو), née le 29 mai 1982 à Kaboul, est une écrivaine et journaliste pakistanaise de langue anglaise.

## Biographie
Fatima Bhutto est la petite fille du premier ministre Zulfikar Ali Bhutto, la nièce de la première ministre Benazir Bhutto et la fille de Murtaza Bhutto
.

## Œuvres
- Whispers in the Desert, poésie, 1998
- 8.50 a.m. 8 October 2005, 2006
- Songs Of Blood And Sword, 2010[1]

- traduit en français sous le titre Le Chant du sabre et du sang par Sophie Bastide-Foltz, Paris, Éditions Buchet/Chastel, 2011, 419 p.  (ISBN 978-2-283-02454-6)
- The Shadow of the Crescent Moon, 2013

- traduit en français sous le titre Les Lunes de Mir Ali par Sophie Bastide-Foltz, Paris, Éditions les Escales, 2014, 305 p.  (ISBN 978-2-36569-064-5),
- Prix du Premier roman de femme 2014
- Democracy, 2015
- New Kings of the World: Dispatches from Bollywood, Dizi, and K-Pop, 2019